# 스즈키 GSX-R750
스즈키 GSX-R750(영어: Suzuki GSX-R750)은 스즈키에서 1985년부터 2020년까지 생산했던 스포츠 모터사이클이다. 1984년 10월 쾰른 오토바이 쇼에서 GSX-R 시리즈의 모터사이클로 소개되었다.

## 비디오 게임에서의 등장
- 아스팔트 8: 에어본